# Интеллектуальная сеть
Интеллектуальная сеть (англ. Intelligent Network, IN) — способ организации сети связи, ориентированный на введение в сеть услуг и управление ими. Концепция, заложенная в интеллектуальную сеть, определяет архитектуру аппаратных и программных средств, которая позволяет выполнять обмен данными между системой коммутацией и сетью во время организации связи между узлами. Принцип построения интеллектуальной сети введён Международным союзом электросвязи (МСЭ).

## История
В 1967 году компания AT&T ввела новую услугу «Сервис 800» (оплата телефонного разговора за счёт вызываемого абонента). До 1960-х годов управление коммутацией осуществлялось либо оператором связи, либо аппаратурой в которую управление услугами проектировалось на этапе проектирования аппаратуры, что не позволяло гибко подходить к управлению услугами, при требовании новой услуги приходилось заново разрабатывать аппаратуру коммутации и производить замену оборудования. Увеличение количества услуг или изменение услуги послужило тому, чтобы сервисы стали управляться программно, что послужило развитию интеллектуальных сетей. Сама концепция построения интеллектуальной сети принадлежит Bellcore, в которой ориентировались на: быстрое введение новых сервисов; возможность видоизменения (настройки) сервисов; независимость от производителя; наличие стандартных интерфейсов. Эта концепция была реализована в Intelligent Network 1 (IN/1), в которой управление коммутацией осуществлялась через точки управления сервисом (англ. Service Control Point), реализованных в базах данных. Такой способ коммутации позволял коммутировать и управлять сервисами, но был не универсален, некоторые сервисы не получалось реализовать на такой модели построения сети. С появлением Advanced Intelligent Network (AIN) были определены конструктивные блоки, на базе которых комбинировались различные их сочетания для реализации новой услуги. Такая концепция была закреплена в виде Рекомендаций Международного консультативного комитета по телеграфии и телефонии (МККТТ) (с 1993 года — Сектор стандартизации электросвязи МСЭ (МСЭ-Т)). Стандартные интерфейсы между узлами интеллектуальных сетей взаимодействуют при помощи ОКС-7 и INAP.

## Модель интеллектуальной сети

Модель интеллектуальной сети

Модель интеллектуальной сети представляет собой 4 уровня (плоскости):
1. Сервисная плоскость (англ. Service Plane) — описывает предоставляемые сетью услуги.
2. Глобальная функциональная плоскость (англ. Global Functional Plane) — описывает Global Functional Plane и Service-Independent Building Block.
3. Распределённая функциональная плоскость (англ. Distributed Functional Plane) — определяет функции сети.
4. Физическая плоскость (англ. Physical Plane) — определяет сопоставление функции сети с узлами сети.

В процессе оказания услуги происходит взаимодействие всех плоскостей модели. Например, при указании услуги голосовой связи точка коммутации сервиса (англ. Service Switching Point, SSP) принимает вызов, обращается на точку управления сервисом (англ. Service Control Point, SCP) за инструкциями, получает информацию, например о маршрутизации, соединяет с конечной точкой и поддерживает связь. В случае, когда абонент подключает услугу «Не беспокоить», то точка управления сервисом определяет по списку соответствует входящий номер разрешённому и либо коммутирует, или выводит входящему адресату голосовое сообщение, например: «абонент недоступен».